# Камуэн, Шарль
Шарль Камуэ́н (фр. Charles Camoin; 23 сентября 1879, Марсель — 20 мая 1965, Париж) — французский художник-фовист.

## Биография
Родился в Марселе. В 1895 году поступил в местную художественную школу. Перебравшись в Париж, продолжил обучение в студии Гюстава Моро, где познакомился с Анри Матиссом и другими начинающими художниками: Марке, Руо, Вламинком, Дереном и Мангеном. В дальнейшем все эти люди составили ядро группы фовистов.
С 1903 года выставлялся в «Салоне Независимых», с 1904 — в Осеннем Салоне, а также в галерее Берты Вейль, где прошла его персональная выставка. В 1904 году он посетил Живерни — место жительства известного импрессиониста Клода Моне, где и состоялось знакомство художников.
Из круга фовистов Камуэн поддерживал близкие отношения с Анри Матиссом. В 1913 году он сопровождал его в одной из марокканских поездок. Широко известен написанный им портрет Матисса, который ныне хранится в Центре Жоржа Помпиду в Париже.
В 1913 году Камуэн принимает участие в историческом «Armory Show» в Нью-Йорке. После поездки в Кань-сюр-Мер и посещения мастерской знаменитого художника Пьера Огюста Ренуара, Камуан стал писать несколько мягче и выразительнее.
В 1955 году Шарль Камуэн был премирован президентом Франции Рене Коти за вклад во французское искусство. Художник дожил до глубокой старости и умер в возрасте 85 лет в Париже. После смерти Камуэна его работы были представлены на крупных фовистических выставках в Токио, Мюнхене, Малине и Париже, а также на нескольких посмертных личных выставках.
Значительная часть работ Шарля Камуэна хранится в парижских музеях, в частности, в Центре Помпиду и Музее современного искусства, а также в частных коллекциях.